# Superintendentura Mogilno Ewangelickiego Kościoła Unijnego
Superintendentura Mogilno Ewangelickiego Kościoła Unijnego – jednostka organizacyjna Ewangelickiego Kościoła Unijnego w Polsce istniejąca w okresie II Rzeczypospolitej i obejmująca grupę gmin kościelnych (zborów) czyli parafii tego Kościoła, mająca siedzibę w miejscowości Mogilno.

## Dane statystyczne
| Parafia                      | Liczba wiernych (1937) |
| ---------------------------- | ---------------------- |
| Kołodziejewo pow. Mogilno    | 400                    |
| Kwieciszewo pow. Mogilno     | 950                    |
| Jeziora Wielkie pow. Mogilno | 288                    |
| Józefowo pow. Mogilno        | 630                    |
| Dąbrowa pow. Mogilno         | 940                    |
| Mogilno                      | 540                    |
| Orchowo pow. Mogilno         | 1020                   |
| Jastrzębowo pow. Mogilno     | 438                    |
| Wszędzin pow. Mogilno        | 473                    |
| Szydłówiec pow. Mogilno      | 419                    |
| Strzelno                     | 879                    |
| Trzemeszno pow. Mogilno      | 940                    |